# Lygodactylus angolensis
Espèce
Synonymes
- Lygodactylus laurae Schmidt 1933

Lygodactylus angolensis est une espèce de geckos de la famille des Gekkonidae.

## Répartition
Cette espèce se rencontre au Kenya, en Tanzanie, au Congo-Kinshasa, en Angola, en Namibie, au Zimbabwe, au Mozambique et en Afrique du Sud. 
Sa présence est incertaine au Botswana.

## Étymologie
Son nom d'espèce, composé de angol[a] et du suffixe latin -ensis, « qui vit dans, qui habite », lui a été donné en référence au lieu de sa découverte.

## Publication originale
- Bocage, 1896 : Mammiferos, aves e reptis da Hanha, no sertào de Benguella. Jornal de sciencias mathematicas, physicas e naturaes, Lisboa, ser. 2, vol. 4, p. 105-114 (texte intégral).